# Robert Kolker
Robert Kolker és un periodista estatunidenc que va treballar com a editor col·laborador a la revista New York Magazine i antic periodista de projectes i investigacions de Bloomberg News i Bloomberg Businessweek. Els treballs periodístics de Kolker han aparegut a la revista New York, a Bloomberg Businessweek, a The New York Times Magazine o Wired, entre d'altres.
És l'autor de Lost Girls, un bestseller segons el New York Times, considerat un dels deu millors llibres per Publishers Weekly el 2013. El 2020, es va publicar el seu llibre Hidden Valley Road i va ser seleccionat per a la reactivació d' Oprah's Book Club. Ha sigut traduït al català per Marc Rubió i publicat per Edicions del Periscopi amb el títol Els nois de Hidden Valley Road.

## Biografia
Kolker va néixer a Columbia, Maryland. La seva mare era consellera a l'Hospital General del Comtat de Howard i el seu pare treballava com a constructor d'habitatges. Va assistir a la Wilde Lake High School i es va graduar a la Columbia College de la Universitat de Colúmbia el 1991.
Com a periodista, el treball de Kolker ha aparegut a New York Magazine, Bloomberg Businessweek, The New York Times Magazine, Wired, GQ, O, The Oprah Magazine i Men's Journal. La seva obra sovint pren la forma de narracions informades. La seva investigació de l'any 2006 sobre l'abús sexual a la comunitat jueva ultraortodoxa de Brooklyn va ajudar a portar un abusador davant la justícia i va ser nominat per a un National Magazine Award. La seva exploració d'un cas d'homicidi d'exoneració de divuit anys i les tàctiques policials que poden conduir a confessions falses va rebre el premi John Jay / Harry Frank Guggenheim 2011 a l'excel·lència en informes de justícia penal.
Una història de Kolker publicada el 2004 a la revista New York Magazine sobre un escàndol de malversació de diners en una escola pública va ser adaptada per al llargmetratge Bad Education, protagonitzat per Hugh Jackman. La pel·lícula es va estrenar al Festival Internacional de Cinema de Toronto el 8 de setembre de 2019 abans que els seus drets fossin adquirits per HBO.

### Lost Girls
El llibre de 2013 de Kolker, Lost Girls, relata la vida de cinc treballadores sexuals assassinades per l'assassí en sèrie de Long Island i la història de la caça de l'assassí, encara no identificat. També explora les implicacions de l'aparició d'anuncis personals en línia com a vehicle principal per al treball sexual. El llibre va rebre un gran reconeixement de la crítica.
Lost Girls va ser adaptada al cinema el 2020 amb el títol de Lost Girls, dirigida per Liz Garbus i protagonitzada per Amy Ryan.

### Els nois de Hidden Valley Road
El llibre de Kolker del 2020 Hidden Valley Road és el relat de no ficció dels Galvin, una família nord-americana de mitjans de segle, amb dotze fills. El fill gran, Donald Jr., va ser diagnosticat amb esquizofrènia, i després també ho van ser cinc germans més. Els Galvin es van convertir en la gran esperança de la ciència en la recerca d'entendre la malaltia. Kolker va ser abordat inicialment per les dues germanes Galvin per escriure la seva història familiar i va entrevistar a Mimi Galvin com a part de la seva investigació i escriptura. El llibre va ser catalogat pel New York Times com un dels "10 millors llibres" del 2020 i un dels "Millors llibres d'educació superior del 2020" per Forbes. Ha sigut traduït al català per Marc Rubió i publicat per l'editorial Periscopi.

## Vida personal
Kolker està casat amb Kirsten Danis, editora de The New York Times i antiga editora en cap de The Marshall Project, a qui va conèixer a Columbia. Danis també va ser l'editor en cap del Columbia Daily Spectator.